# 이희찬
이희찬(1995년 3월 2일 ~ )는 대한민국의 축구 선수로, 포지션은 수비수이다.